# Rurbanisation
Ne doit pas être confondu avec Périurbanisation.
 (février 2019).
Si vous disposez d'ouvrages ou d'articles de référence ou si vous connaissez des sites web de qualité traitant du thème abordé ici, merci de compléter l'article en donnant les références utiles à sa vérifiabilité et en les liant à la section « Notes et références ».
La rurbanisation (néologisme apparu en France en 1976, mot-valise créé à partir de rural et d'urbain) est le phénomène de modification de la vie des campagnes autour des grandes villes par l'introduction de pratiques sociales et d'activités liées au mode de vie urbain. Ces pratiques sont apportées par de nouveaux résidents, qui ont quitté les villes-centres et la proche banlieue. Ce sont le plus souvent des ouvriers, des employés ou des cadres moyens. Le développement possible du télétravail favorise aussi la rurbanisation.
La rurbanisation se traduit souvent par un développement de l'habitat autour d'un noyau formé par l'ancien village. Ce développement se fait d'une manière désordonnée due à l'initiative individuelle (on parle alors de « mitage » de l'espace) ou de manière plus rationnelle lorsque les nouvelles constructions sont dues à des promoteurs immobiliers, qui proposent des lotissements résidentiels. Les nouveaux arrivants réclament des équipements équivalents à ceux des villes qu'ils ont quittées. Cependant, les nouveaux arrivants continuent souvent d'aller travailler dans la ville-centre la plus proche et y pratiquent la plus grande partie de leurs achats et de leurs loisirs.
Ce concept se distingue de celui de la périurbanisation.

## Raisons du retour vers le monde rural
La rurbanisation est due principalement à la recherche d'un logement plus adapté à la taille de la famille mais aussi à ses revenus.
La rareté des logements dans les villes et le coût de ceux-ci peut contraindre les citadins à quitter la ville vers les milieux ruraux. L'installation dans la banlieue proche est parfois impossible puisqu'il y a une forte concurrence de la part des cadres supérieurs, qui ne veulent pas trop s'éloigner du centre-ville[réf. nécessaire]. Cette concurrence provoque une augmentation du coût des logements ou des quelques terrains encore disponibles. Il faut donc s'éloigner de la ville-centre.
L'installation à la campagne où le terrain est moins cher permet la construction d'une maison individuelle de plus grande superficie pour le même coût qu'un appartement en centre-ville ou dans la banlieue proche. De plus, ce type de logement permet souvent la possession d'un jardin ou d'une parcelle cultivable pouvant, le cas échéant, apporter un complément peu coûteux pour l'alimentation.

## Conséquences et problématiques
Le problème principal auquel sont confrontés les résidents est l'absence ou la rareté d'emplois sur place. Les nouveaux arrivants sont donc contraints d'effectuer chaque jour des migrations pendulaires entre leur résidence à la campagne et leur lieu de travail, qui est resté dans la ville-centre ou dans la proche banlieue. Un tel style de vie nécessite généralement l'acquisition d'un ou plusieurs véhicules automobiles par foyer, générant des coûts supplémentaires, les transports en commun vers la ville-centre étant le plus souvent inexistants ou peu efficaces. Le temps passé quotidiennement dans les transports s'en trouve ainsi significativement rallongé. Pour y faire face, les communes doivent fréquemment créer de nouveaux réseaux de voirie ou à tout le moins mettre à jour ceux qui préexistent, ce qui peut entraîner des coûts difficiles à assumer pour des petites municipalités isolées.
L'afflux de nouvelles populations permet toutefois de réanimer d'anciens villages et de faire renaître au centre-bourg des commerces de proximité, qui ont désormais une clientèle suffisante pour subsister. En retour, cet afflux se voit régulièrement accompagné de l'installation de grandes surfaces, qui misent sur l'accessibilité en automobile et font donc une concurrence directe aux commerces de proximité.
Enfin, pour accueillir une population croissante, les communes n'ont parfois pas d'autre choix que d'agrandir ou construire des écoles et d'autres infrastructures de base, ce qui peut augmenter les impôts locaux.